# Mike Doughty
Mike Doughty (ur. 10 czerwca 1970) – amerykański muzyk, oscylujący wokół indie oraz alternatywnego rocka. Wokalista zespołu Soul Coughing w latach 1992–2000.

## Życiorys
Urodził się 10 czerwca 1970 roku, w rodzinie wojskowego, w Fort Knox, w stanie Kentucky. Miał kontynuować rodzinne tradycje służby w armii, ale wybrał studiowanie poezji na Uniwersytecie w Nowym Jorku. 

## Początki kariery muzycznej
Początki jego kariery związane są z założonym w 1992 roku zespołem Soul Coughing, którego był liderem. Zespół tworzyli również Yuval Gabay, Sebastian Steinberg, i Mark De Gli Antoni. Wykonywali muzykę, będącą połączeniem rocka, hip-hopu i muzyki elektronicznej.
W październiku 2000 r., po rozpadzie zespołu i wygranej walce z uzależnieniem od heroiny, Mike na swojej stronie internetowej opublikował swoją wersję materiału, który pierwotnie miało wykonywać Soul Coughing, pod tytułem "Skittish" (Płochliwe). Od tego czasu koncentruje się na karierze solowej.

## Dyskografia

### Z zespołem Soul Coughing[4]
- Ruby Vroom; 1994
- Irresistible Bliss; 1996
- El Oso; 1998

### Solowe
- Skittish; 2000[1][5]
- Smofe+Smang: Live in Minneapolis; 2002[1][5]
- Rockity Roll; 2003[5]
- Skittish/Rockity Roll; 2004[5]
- Haughty Melodic; 2005[1]
- Busking EP; 2008[5]
- Ford Hood EP; 2008[5]
- Golden Delicious; 2008[1]
- Sad Man Happy Man; 2009[1] (21 na liście Top Independent Albums magazynu Billboard w 2009 r.[6])

Jego najbardziej rozpoznawalne piosenki to "Looking at the World from the Bottom of a Well" i "I Hear the Bells", obie zostały wykorzystane przez amerykańskie stacje telewizyjne.